# アルバート・ミネオ
- アルベルト・ミネオ

アルバート・ミネオ（Alberto Mineo、1994年7月23日 - ）は、イタリア・フリウリ＝ヴェネツィア・ジュリア州ゴリツィア出身のプロ野球選手（捕手）。現在は、セリエAのパルマ・ベースボールクラブに所属している。

## 経歴
2010年11月20日にシカゴ・カブスと契約を結んだ。
2012年は傘下ルーキー級アリゾナリーグ・カブスでプレーした。17試合に出場し、打率157、0本塁打、3打点、8安打を記録した。
2013年も傘下ルーキー級カブスでプレーした。16試合に出場し、打率222、0本塁打、11打点、12安打を記録した。
2014年も傘下ルーキー級カブスでプレーした。43試合に出場し、打率241、1本塁打、24打点、33安打を記録した。
オフには第33回ヨーロッパ野球選手権大会のイタリア代表に選出された。
2015年は傘下A-級ユージーン・エメラルズと傘下A+マートルビーチ・ペリカンズでプレーした。傘下A-級ユージーンでは、32試合に出場し、打率202、0本塁打、12打点、20安打を記録した。傘下A+級マートルビーチでは、5試合に出場した。
オフの10月23日に第1回WBSCプレミア12のイタリア代表に選出された。
2017年オフに9月22日にオランダ代表との親善試合である「ヨーロピアン・ベースボール・シリーズ」のイタリア代表に選出された。

## 詳細情報

### WBSCプレミア12での打撃成績
| 年 度 | 代 表    | 試 合 | 打 席 | 打 数 | 得 点 | 安 打 | 二 塁 打 | 三 塁 打 | 本 塁 打 | 塁 打 | 打 点 | 盗 塁 | 盗 塁 死 | 犠 打 | 犠 飛 | 四 球 | 敬 遠 | 死 球 | 三 振 | 併 殺 打 | 打 率 | 出 塁 率 | 長 打 率 |
| ----- | -------- | ----- | ----- | ----- | ----- | ----- | -------- | -------- | -------- | ----- | ----- | ----- | -------- | ----- | ----- | ----- | ----- | ----- | ----- | -------- | ----- | -------- | -------- |
| 2015  | イタリア | 5     | 12    | 12    | 0     | 1     | 0        | 0        | 0        | 1     | 1     | 0     | 0        | 0     | 0     | 0     | 0     | 0     | 7     | 0        | .083  | .083     | .083     |

### WBCでの打撃成績
| 年 度 | 代 表    | 試 合 | 打 席 | 打 数 | 得 点 | 安 打 | 二 塁 打 | 三 塁 打 | 本 塁 打 | 塁 打 | 打 点 | 盗 塁 | 盗 塁 死 | 犠 打 | 犠 飛 | 四 球 | 敬 遠 | 死 球 | 三 振 | 併 殺 打 | 打 率 | 出 塁 率 | 長 打 率 |
| ----- | -------- | ----- | ----- | ----- | ----- | ----- | -------- | -------- | -------- | ----- | ----- | ----- | -------- | ----- | ----- | ----- | ----- | ----- | ----- | -------- | ----- | -------- | -------- |
| 2023  | イタリア | 1     | 1     | 1     | 0     | 1     | 0        | 0        | 0        | 1     | 0     | 0     | 0        | 0     | 0     | 0     | 0     | 0     | 0     | 0        | 1.000 | 1.000    | 1.000    |

### 代表歴
- 2014年ヨーロッパ野球選手権大会イタリア代表
- 2015 WBSCプレミア12 イタリア代表
- 2023 ワールド・ベースボール・クラシック・イタリア代表